# Албанија
Албанија (алб. Shqipëria), званично Република Албанија, држава је у југоисточној Европи. Налази се на Балканском полуострву и излази на Јадранско и Јонско море. Граничи се са Црном Гором на северозападу, Србијом на североистоку, Северном Македонијом на истоку и Грчком на југу. Главни и највећи град је Тирана. Званични језик је албански, а званична валута албански лек.
У античко доба, Илири су насељавали северне и средишње крајеве Албаније, уз антички Епир на југу. Неколико важних древних грчких колонија је такође основано на обали. Краљевина Илирија са седиштем у данашњој Албанији била је доминантна сила пре успона Македоније. У 2. веку пре нове ере област је припојена Римској републици, а након поделе Римског царства постала је део Византије. Прва позната албанска аутономна кнежевина — Арбанон — настала је у 12. веку. Краљевина Албанија, Кнежевина Албанија и Млетачка Албанија су формиране између 13. и 15. века у различитим деловима земље, заједно са другим албанским кнежевинама и политичким субјектима. Крајем 15. века Албанија је постала део Османског царства у чијем је саставу била све до 1912. године, када је модерна албанска држава прогласила независност. Фашистичка Италија је 1939. извршила инвазију на Краљевину Албанију, која је потом постала Велика Албанија, а затим протекторат Нацистичке Немачке током Другог светског рата. Након рата, формирана је Народна Република Албанија, која је трајала све до револуција 1991. које су завршене падом комунизма у Албанији и успостављањем данашње Републике Албаније.
Од своје независности 1912. године, Албанија је прошла кроз више политичких еволуција, прешавши из монархије у комунистичку државу пре него што је постала суверена парламентарна уставна република. Према Уставу Албаније, политичку структуру чине Парламент, председник, председник владе и хијерархија судова. Албанија је земља у развоју са привредом изнад средњег дохотка коју покреће услужни сектор, при чему производња и туризам такође играју значајну улогу. Прошла је кроз транзицију након пада комунизма, прешавши са планске економије на усвајање отворене тржишне привреде. Грађани Албаније имају универзалну здравствену заштиту и право на бесплатно основно и средње образовање. Албанија је званични кандидат за чланство у Европској унији.

## Етимологија
Историјско порекло термина „Албанија” може се пратити до средњовековног латинског језика, а верује се да су темељи повезани са илирским племеном Албани. Ова веза добила је додатну потпору из рада старогрчког географа Клаудија Птоломеја током 2. века нове ере, где је уврстио насеље Албанопољ које се налазило североисточно од Драча. Присуство средњовековне творевине по имену Арбанон указује на могућност историјског континуитета. Прецизан однос између ових историјских референци и питање да ли је Албанопољ био синоним за Арбанон остају предмет научне дебате.
Византијски историчар Михаило Аталијат, у свом историјском извештају из 11. века, даје најранији неоспорни помен Албанцима, када помиње да су учествовали у устанку против Константинопоља из 1079. године. Он такође наводи Арбаните као поданике војводе од Дирахијума. У средњем веку, Албанија је била позната као Арбери или Арбени. Албанци користе изразе Шћипери или Шћиперија за своју државу, који потичу из 14. века. Али тек крајем 17. и почетком 18. века ови изрази су постепено заменили Арберију и Арбереше међу Албанцима. Ова два израза се тумаче као симбол „Деце орлова” и „Земље орлова”.

## Географија

### Положај
Албанија лежи уз Средоземно море на Балканском полуострву у јужној и југоисточној Европи. Има површину од 28.748 2. Граничи се са Црном Гором на северозападу, Србијом на североистоку, Северном Македонијом на истоку и Грчком на југоистоку и југу. Њена обала је усмерена на Јадранско море на северозападу и Јонско море на југозападу.
Налази се углавном између географских ширина 42° и 39° и дужине 21° и 19°. Најсевернија тачка је Вермош на 42° 35' 34" северне географске ширине, најјужнија је Кониспољ на 39° 40' 0" северне географске ширине, најзападнија тачка је острво Сазан на 19° 16' 50" источне географске дужине, а најисточнија је Врбник на 21° 1' 26" источне географске дужине. Највиша тачка је планина Кораб на 2.764 метра изнад Јадрана. Најнижа тачка је Јадранско море на 0 m. Удаљеност од истока до запада је само 148 km, док је од севера до југа око 340 km.
Једна од најзначајнијих карактеристика земље је присуство бројних значајних језера. Скадарско језеро је највеће језеро у јужној Европи и налази се на северозападу. На југоистоку се уздиже Охридско језеро које је једно од најстаријих континуирано постојећих језера на свету. Још јужније простиру се Велико и Мало Преспанско језеро које спадају у највише позиционирана језера на Балкану.
Реке настају углавном на истоку Албаније и испуштају се у Јадранско море на западу. Најдужа река у земљи, мерена од ушћа до извора, вероватно је Дрим који почиње на ушћу своја два извора, Црног и Белог Дрима. Иако је посебно забрињавајуће, Војуша представља један од последњих недирнутих великих речних система у Европи.

### Рељеф
Планинско подручје заузима око 70% површине Албаније. Остатак чине алувијалне равни, које сезонски примају падавине, тако да пролазе кроз сушни и плављени период. Већи део земљишта у равницама је лошег квалитета. Уместо да нуде олакшање од тешког планинског терена у унутрашњости, равнице су често нељубазне као и планине. Добра земља и редовне, поудане падавине могу се наћи у речним долинама планинских река и у области језера, дуж источне границе државе, као и у уском опсегу благо плоднијег земљишта између приморских равница и унутрашњих планина.
На крајњем северу, Албански Алпи су планине у Албанији које представљају продужетак Проклетија или конкретније црногорског кречњачког платоа. Реке у овом делу имају стрме падине и дубоке, али обрадиве спратовне долине. Генерално непловне, реке више ометају него што омогућавају кретање у овом региону. Путеви су ретки и сиромашни. У недостатку интерних комуникација и спољашњих контаката, племенска друштва цветала су у овим периодима вековима. Тек после Другог светског рата учињени су напори да се људи из разних области уједине у јединствени национални живот.
Низак приобални појас простире се од северне границе државе па на југу до околине Валоне, на укупној дужини од 476 km. У просеку, задире мање од 16 km у копно, али је у области Елбасана, у централној Албанији, приобални појас широк око 50 km. У свом природном стању, обалски појас карактерише прочишћена вегетација, која варира од оскудне до густе. Постоје велике површине под мочварама и других еродираних, пустињских предела. У пределима где надморска висина благо расте — у подножју централних висоравни — земљиште је врло обрадиво. Оно се наводњава у свим областима у којима је то могуће.
Планине источно од појаса серпентинита су највише у Албанији, са преко 2.754 m надморске висине у венцу планине Кораб. Заједно са Проклетијама и појасом серпентинита, источне висоравни су неравније и недоступније од било код другог дела Балканског полуострва.

### Воде
Све реке у Албанији припадају сливу Јадранског мора, а највећи речни сливови на тлу Албаније су слив Дрима, Војуше, Шкумбе и слив реке Маће.
Готово све падавине које се излуче на тлу Албаније одлазе у реке које одводе воду до мора, без напуштања земље. На северу, само један мали поток напушта Албанију. На југу, још мањи поточић одводи воду у Грчку. Због топографске поделе територије на истоку Албаније са својим суседима, велика количина воде из других земаља протиче кроз Албанију. Велики део слива Белог Дрима смештен је у Метохији и пролази североисточном границом Албаније. Три језера на истоку, које Албанија дели са својим суседима, као и реке које утичу у њих, отичу у Црни Дрим. Подела слива на југу је таква да он продире 75 km на територију Грчке у једном тренутку. Неке приоке реке Вјосе извиру у овом региону.
Са изузетком Црног Дрима, који тече североисточне границе, а потом скреће на запад према мору, већина река у Албанији мање-више директно тече на запад ка обали. У процесу отицања, ове реке пре пролазе кроз гребене него што их обилазе. Стрмоглав пад са великих висина, као и веома неправилан сезонски изглед токова карактеристике су свих токова у земљи и оне смањују економску вредност токова река. Оне еродирају планине и таложе седименте који формирају долине, а потом настављају да их повећавају, а изливају се када се јаве локалне падавине. Када је време топло, а земљиште суво и захтева наводњавање, реке су обично суве. Њихова снага, када су богате водом, чини их тешким за контролисање, па су због тога и непловне. Изузетак представља река Бојана. Она је прокопана у делу између Скадарског језера и Јадранског мора, тако да се њоме може пловити малим бродовима. За разлику од планинских делова у којима је ток реке веома брз, у равницама реке стално мењају своја корита доносећи речни материјал, стварајући тако „отпад” од земљишта које носе са собом.
Дрим је река са највећим и најконстантнијим током. Храњена снегом са планина на северу и истоку, као и равномерним падавинама на овом простору, њен ток, за разлику од већине албанских река, нема велике варијације. Највеће сезонске варијације које се могу јавити у протоку ове реке могу да достигну једну трећину њеног укупног протока. Целом својом дужином од око 282 km, она има слив површине 5.957 km² у Албанији. Она такође прихвата воду из косовског слива, као и из језера на истоку земље, што њен слив повећава на 15.540 2.

### Клима
Клима у земљи је изузетно променљива и разнолика због разлика у географској ширини, дужини и надморској висини. Албанија има претежно медитеранску и континенталну климу, са четири различита годишња доба. Дефинисано Кепеновом класификацијом, обухвата пет главних климатских типова у распону од медитеранског и суптропског у западној половини до океанског, континенталног и субарктичког у источној половини Албаније.
Најтоплија подручја земље одмах су смештена дуж обале Јадранског и Јонског мора. Најхладније области се налазе унутар северних и источних висоравни. Средња месечна температура се креће између -1 °C зими до 21,8 °C лети. Највиша температура од 43,9 °C забележена је у Кучову 18. јула 1973. Најнижа температура од −29 °C регистрована је у селу Штиле, Либражд, 9. јануара 2017.
Падавине се природно разликују од сезоне до сезоне и из године у годину. Земља прима већину падавина у зимским месецима, а мање у летњим месецима. Просечна количина падавина је око 1485 милиметара. Просечна годишња количина падавина креће се између 600 милиметара и 3.000 милиметара у зависности од географске локације. Северозападне и југоисточне висоравни примају интензивнију количину падавина, док североисточне и југозападне висоравни, као и западне низије, мање количине падавина.
Проклетије на крајњем северу земље сматрају се међу највлажнијим регионима Европе, где годишње падне најмање 3.100 mm кише. Експедиција са Универзитета Колорадо открила је четири глечера унутар ових планина на релативно малој надморској висини од 2.000 метара, што је изузетно ретко за такву јужну географску ширину. Снежне падавине се често јављају зими у планинским пределима земље, посебно на планинама на северу и истоку, укључујући Проклетије и планине Кораб. Снег такође пада на приобална подручја на југозападу скоро сваке зиме, као на пример у Цераунским планинама, где може да лежи и после марта.

### Флора и фауна
Као жариште биодиверзитета, Албанија поседује изузетно богат и контрастан биодиверзитет због свог географског положаја у центру Средоземног мора и велике разноликости у његовим климатским, геолошким и хидролошким условима. Због удаљености, планине и брда Албаније су обдарени шумама, дрвећем и травама које су неопходне за животе великог броја животиња, између осталог и за две од најугроженијих врста у земљи, риса и мрког медведа, као и дивља мачка, сиви вук, црвена лисица, златни шакал, египатски суп и сури орао, који чине националну животињу земље.
Ушћа, мочваре и језера су изузетно важни за великог фламинга, малог корморана и изузетно ретку и можда најиконичнију птицу земље, далматинског пеликана. Од посебног значаја су медитеранска медведица, главата морска корњача и зелена морска корњача које се гнезде у приобалним водама и обалама земље.
У погледу фитогеографије, Албанија је део Холарктичког флористичког царства и простире се посебно у оквиру бивше илирске провинције. Њена територија се може поделити на четири копнена екорегиона Палеарктичког царства и то у оквиру илирских листопадних шума, балканских мешовитих шума, мешовитих шума Пинда и мешовитих шума Динарских планина.
У Албанији се може наћи приближно 3.500 различитих врста биљака што се углавном односи на медитерански и евроазијски карактер. Земља одржава живу традицију биљних и медицинских пракси. Најмање 300 биљака које расту локално користи се за припрему биља и лекова. Дрвеће у шумама углавном чине јела, храст, буква и бор.

### Заштићена подручја
Заштићена подручја Албаније су подручја која је одредила и којима управља албанска влада. Постоји 15 националних паркова, 4 рамсарска подручја, 1 резерват биосфере и 786 других врста резервата. Албанија има петнаест званично одређених националних паркова раштрканих по својој територији. Окружени бројним планинама које су високе преко две хиљаде метара, Национални парк долина Валбоне и Национални парк Тет покривају комбиновану територију од 106,3 квадратних километара унутар кршевитих Проклетија у северној Албанији. Национални парк Шебеник-Јабланица и Национални парк Преспана штите планински пејзаж источне Албаније, као и делове Великог и Малог Преспанског језера у земљи. Национални парк Дивјаке-Караваста се простире дуж централне албанске обале Јадранског мора и поседује једну од највећих лагуна у Средоземном мору, лагуну Караваста.
Цераунијанске планине у јужној Албанији, које се уздижу непосредно дуж албанске обале Јонског мора, карактеришу топографску слику Националног парка Љогара и настављају се на полуострво Карабурун у оквиру Морског парка Карабурун-Сазан. Даље на југ простире се Национални парк Бутринт на полуострву које је окружено језером Бутринт и каналом Вивари на источној половини Крфског мореуза. Национални парк Дајти опремљен је жичаром и стазама до неких спектакуларних пејзажа је популарно уточиште у главном граду Тирани. Године 2023. Вјоса је проглашена првим националним парком дивљих река у Европи, чинећи једну од отприлике једне трећине највећих светских река које су и даље слободне од људских препрека.

### Еколошки проблеми
Питања животне средине у Албанији укључују загађење ваздуха и воде, климатске промене, управљање отпадом, губитак биодиверзитета и очување природе. Предвиђа се да ће климатске промене имати озбиљне последице на услове живота у Албанији. Земља је препозната као рањива на утицаје климатских промена, рангирана на 80. место међу 181 земљом у Глобалном индексу адаптације Нотр Дам из 2019. године. Фактори који објашњавају рањивост земље на ризике од климатских промена укључују геолошке и хидролошке опасности, укључујући земљотресе, поплаве, пожаре, клизишта, бујичне кише, речну и обалну ерозију.
Као потписница Протокола из Кјота и Париског споразума, Албанија је посвећена смањењу емисија гасова стаклене баште за 45% и постизању неутралности угљеника до 2050. године, што ће, заједно са националним политикама, помоћи да се ублаже утицаји климатских промена. Земља има умерене и побољшане перформансе у Индексу еколошких перформанси са укупним рангом од 62 од 180 земаља у 2020. години. Међутим, ранг Албаније је опао од њеног највишег пласмана на 15. месту у Индексу еколошког учинка из 2012. године. У 2019. години, Албанија је имала средњу оцену индекса интегритета шумског пејзажа од 6,77 од 10, што је рангира на 64. место у свету од 172 земље.

## Историја

### Праисторија
Доказано је више мезолитских насеља на неколико локалитета који су се током тог периода налазили близу обале Јадранског мора и у пећинама. Пронађени су предмети од кремена и јасписа, заједно са фосилизованим животињским костима, али и коштани и камени алати слични онима из орињачке културе.
Неолит у Албанији је почео око 7000. године п. н. е. и доказан је налазима који указују на припитомљавање оваца и коза, као и пољопривреду малог обима. Део неолитског становништва је можда био исти као и мезолитска популација јужног Балкана, чији су остаци пронађени у пећини Кониспол. Импресо култура појављује се у приобалном делу Албаније и широм Јадрана после 6500. године п. н. е, док су насеља у унутрашњости учествовала у процесима који су формирали старчевачку културу.
Албански рудници битумена пружају ране доказе о експлоатацији битумена у Европи, који датирају још од касног неолита (односно 5000. године п. н е), када су га локалне заједнице користиле као пигмент за керамичку декорацију, хидроизолацију и лепак за поправку поломљених судова. Битумен је циркулисао ка источној Албанији од почетка 5. миленијума п. н. е. Први докази о његовом прекоморском извозу потичу од југа Италије из неолитског и бронзаног доба. Висококвалитетни битумен из Албаније је експлоатисан кроз све историјске епохе, од касног неолита до данас.
Индоевропеизација Албаније у контексту индијско-бронзане културе западног Балкана почела је после 2800. године п. н е. Присуство тумулуса из раног бронзаног доба у близини Аполоније датира из 2852—2505. године п. н. е. Ове гробне хумке припадају јужном изразу јадранско-љубљанске културе (повезане са каснијом цетинском културом) која се кретала ка југу дуж Јадрана са северног Балкана. Иста заједница је изградила сличне хумке у Црној Гори (Ракића Куће). Први археогенетски налаз повезан са индијском културом Албаније је човек претежно јамног порекла сахрањеног у тумулу на североистоку Албаније који датира из 2663—2472. године п. н. е.
Током средњег бронзаног доба, појављују се налазишта цетинске културе у Албанији. Цетинска култура се кретала ка југу преко Јадрана из долине Цетине у Далмацији. У Албанији, налазишта Цетине су концентрисана око југа Скадарског језера и обично се појављују у гробљима тумулуса и на градинама, као и на пећинским локалитетима средишње Албаније и другим локалитетима југа Албаније.

### Стари век
Унутрашња територија Албаније је историјски била насељена индоевропским народима, а међу њима бројним илирским и епирским племенима. Поред њих, постојало је и неколико грчких колонија. Територија која се назива Илирија отприлике се налазила на подручју источно од Јадранског мора у Средоземном мору, а на југу се протезала до до ушћа Војуше. Први запис о илирским племенима потиче из грчког текста написаног у 4. веку п. н. е. Друге колоније попут Аполоније основали су грчки градови-државе на обали до 7. века п. н. е.
Тауланти били су моћно илирско племе које је било међу најранијим забележеним племенима у том подручју. Живели су на подручју које одговара већем делу данашње Албаније. Владар Глаукија борио се против Александра Великог у бици из 335. године п. н. е. Временом је владар Македоније, Касандар, освојио Аполонију и прешао реку Шкумбу током 314. године п. н. е. Неколико година касније, Глаукија је опсео Аполонију и освојио једну грчку колонију.
Ардијејци из Црне Горе владали су већином територије севера Албаније. Њихово краљевство достигло је свој највећи обим под краљем Агроном. Он је проширио своју власт и на друга суседна племена. Након Агронове смрти 230. године п. н. е, његова супруга Теута наследила је краљевство. Теутине снаге прошириле су своје нападе даље на југ до Јонског мора. Године 229. п. н. е. Рим је објавио рат краљевству због опсежног пљачкања римских бродова. Рат се завршио поразом Илира из 227. године п. н. е. Теуту је наследио Генције током 181. године п. н. е. Он се сукобио са Римљанима 168. године п. н. е, покренувши Трећи илирски рат. Сукоб је довео до римског освајањем овог подручја до 167. године п. н. е. Римљани су поделили регион на три административне јединице.

### Средњи век
Римско царство је подељено 395. године након смрти Теодосија I на Источно и Западно римско царство, делимично због све већег притиска током Велике сеобе народа. Од 6. до 7. века Словени су прешли Дунав и углавном апсорбовали староседеоце Грке, Илире и Трачане на Балкану. Тако се Илири последњи пут помињу у историјским записима у 7. веку.
У 11. веку Велики раскол је формализовао прекид заједништва између источне православне и западне католичке цркве, што се у Албанији огледа кроз појаву католичког севера и православног југа. Албански народ је насељавао запад од Охридског језера и горњу долину реке Шкумбе, где је основао Кнежевину Арбанон током 1190. године под вођством Прогона од Кроје.
Након смрти Прогоновог сина, ову област је преузео Гргур Камона. У 13. веку Кнежевина је укинута. Арбанон се сматра првом државом албанског народа, која је задржала полуаутономни статус као западни крај Византије, под византијским Дукајем из Епира или Ласкаридима из Никеје.
Крајем 12. и почетком 13. века, Срби и Млечани су почели да освајају ову област. Етногенеза Албанаца је неизвесна, међутим први неспорни помен Албанаца датира из историјских записа из 1079. или 1080. године у делу Михаила Аталијата, који помиње племе Албани као учеснике устанка против Константинопоља. У том тренутку, Албанци су били потпуно христијанизовани.
Након распада Арбанона, Карло I Анжујски је закључио споразум са албанским владарима, обећавајући да ће их заштитити. Године 1272. основао је Краљевину Албанију и освојио области Епирске деспотовине. Краљевина је владала читавом територијом средишње Албаније од Драча дуж обале Јадранског мора до Бутринта. Католичка политичка структура била је основа за папске планове ширења католицизма на Балканском полуострву. Овај план је наишао и на подршку Јелене Анжујске. Око 30 католичких цркава и манастира изграђено је током њене владавине, углавном на северу Албаније. Борбе за моћ унутар Византије у 14. веку омогућиле су најмоћнијем српском средњовековном владару Стефану Душану да успостави Српско царство које је обухватало читаву Албанију осим Драча.
Године 1367, албански владари су основали Деспотовину Арту. Током тог времена, створено је неколико албанских кнежевина, међу којима су Кнежевина Албанија, Кнежевина Кастриоти и Кнежевина Дукађини. У првој половини 15. века, Османско царство је напало већи део Албаније, а Љешка лига је одржана под Скендербегом као владаром, који је постао национални херој средњовековне историје.

#### Османско царство
Падом Цариграда, Османско царство је наставило период освајања и ширења, а османске границе су се протезале дубоко у југоисточну Европу. Стигли су до албанске обале Јонског мора 1385. и подигли своје гарнизоне широм југа Албаније 1415. године, а затим окупирали већи део Албаније током 1431. Хиљаде Албанаца су последично побегле у западну Европу, посебно у Калабрију, Напуљ, Дубровник и Сицилију, док су други тражили заштиту у често неприступачним планинама Албаније. Албанци су, као хришћани, сматрани инфериорном класом људи и као такви су били изложени великим порезима, између осталог и по систему данка у крви који је омогућавао султану да прикупи потребан проценат хришћанских адолесцената како би сачинио јаничаре. Османско освајање је такође пратио постепени процес исламизације и брза изградња џамија.
Након оснивања Љешке лиге, избила је просперитетна и дуготрајна револуција која је трајала све до пада Скадра под вођством Скендербега, који је константно побеђивао главне османске војске предвођене султанима Муратом II и Мехмедом II. Скендербег је успео да уједини неколико албанских кнежевина и успостави централизовану власт над већином неосвојених територија, поставши господар Албаније. Експанзија Османског царства је заустављена током времена када су се Скендербегове снаге пружале отпор, а он је заслужан за један од главних разлога за одлагање османске експанзије у западну Европу, дајући италијанским кнежевинама више времена да се боље припреме за долазак Османлија. Међутим, неуспех већине европских земаља, са изузетком Напуља, да му пружи подршку, заједно са неуспехом планова папе Пија II да организује обећани крсташки рат против Османлија, значили су да ниједна од Скендербегових победа није трајно спречила Османлије да нападну западни Балкан.
Када су Османлије стекле чврсто упориште у региону, албански градови су били подељени између четири већа санџака. Влада је подстицала трговину досељавањем јеврејских избеглица које су бежале од прогона у Шпанији. Валона је кроз своје луке примала увозну робу из Европе, попут сомота, памучних производа, мохера, тепиха, зачина и коже из Бурсе и Константинопоља. Поједини грађани Валоне су чак имали пословне сараднике широм Европе.
Феномен исламизације међу Албанцима постао је распрострањен од 17. века и наставио се у 18. веку. Ислам им је нудио једнаке могућности и напредак унутар Османског царства. Мотив за верску конверзију било је такође и престанак плаћања џизије. Због све већег сузбијања католицизма, већина католичких Албанаца преобратила се у 17. веку, док су православни Албанци следили тај пример углавном у наредном веку.
Пошто су им се Албанци сматрали лојалним, Османлије су их често сврставале међу више чиновнике војске и бирократије. Многи муслимански Албанци су достигли важне политичке и војне положаје, а и културно допринели ширем муслиманском свету. Уживајући у овом привилегованом положају, заузимали су разне високе административне положаје, где је било око двадесетак албанских великих везира. Међу осталима су били чланови истакнуте породице Ћуприлићи, Заган-паша, Мухамед Али Египатски и Али-паша Јањински. Двојица султана, Бајазит II и Мехмед III, имали су мајке албанског порекла.

### Препород
Албански народни препород је покренут крајем 18. века и трајео је све до 19. века, током којег је албански народ скупљао духовну и интелектуалну снагу за независан културни и политички живот унутар Независне Албаније. Модерна албанска култура је такође цветала, посебно албанска књижевност, а често је била повезивана са утицајима принципа романтизма и просветитељства. Пре појаве албанског национализма, османске власти су сузбијале сваки израз националног јединства или савести албанског народа.
Победа Руског над Османским царством након Руско-турских ратова довела је до потписивања Санстефанског споразума којим су земље насељене Албанцима додељене њиховим словенским и грчким суседима. Међутим, Уједињено Краљевство и Аустроугарска су га блокирале споразум и спровеле потписивање Берлинског споразума. Од тог тренутка, Албанци су почели да се организују са циљем да заштите и уједине своје земље, што је довело до формирања Призренске лиге. Она је у почетку имала помоћ османских власти чији се став заснивао на верској солидарности муслиманског народа и земљопоседника повезаних са Високом портом.
Око 300 муслимана учествовало је на Скупштини коју су чинили делегати из Босне, санџакбег Призренског санџака и ниједан делегат из Скадарског вилајета. Лига је издала „карарнаме”, коју је потписало 47 муслиманских посланика, а која је садржала проглас да су људи из северне Албаније, Епира и Босне спремни да бране територијални интегритет Османског царства свим могућим средствима против трупа Бугарске, Србије и Црне Горе.
Османске власти су прекинуле помоћ када се Лига, под вођством Абдула Фрашерија, усредсредила на рад на албанској аутономији и затражила спајање Косовског, Скадарског, Битољског и Јањинског вилајета у јединствени Албански вилајет. Лига је користила војну силу да спречи припајање подручја Плава и Гусиња Црној Гори. Након неколико битака са црногорским трупама, Лига је била приморана да се повуче из ових области. Лигу је касније поразила османска војска коју је послао султан.

#### Независност
Албанија је 28. новембра 1912. године прогласила независност од Османског царства, а Скупштина Валоне је 4. децембра 1912. основала Сенат и Владу. Њен суверенитет је признала Лондонска конференција, док су Лондонским споразумом од 29. јула 1913. дефинисане границе Албаније.
Међународна контролна комисија основана је 15. октобра 1913. како би се бринула о управи Албаније док се њене политичке институције не успоставе. Међународна жандармерија основана је као прва агенција за спровођење закона у Кнежевини Албанији. У новембру су први припадници Жандармерије стигли у Албанију. Принц Албаније, Вилхелм од Вида, изабран је за првог принца. Он је 7. марта стигао у привремену престоницу Драч и почео да организује своју владу, именовавши Турхана-пашу Перметија да формира владу.
У новембру 1913. албанске проосманске снаге су понудиле албански престо османском ратном министру албанског порекла, Ахмеду Изет-паши. Проосмански сељаци су веровали да је нови режим оруђе шест хришћанских великих сила и локалних земљопоседника, који су поседовали половину обрадивог земљишта.
У фебруару 1914. локално грчко становништво је у Ђирокастри прогласило Аутономну Републику Северни Епир која се противила припајању Албанији. Ова иницијатива је била кратког века, а 1921. године јужне области су постале део у Кнежевине Албаније. У међувремену, избио је устанак албанских сељака против новог режима под вођством групе муслиманских верских поглавара окупљених око Есад-паше Топтанија, који се прогласио спасиоцем Албаније и ислама. У мају и јуну 1914. Међународној жандармерији придружио се Иса Бољетинац и његови људи, углавном са Косова и Метохије, а побуњеници су поразили католике са севера Албаније, освојивши већи део средишње Албаније до краја августа 1914. Режим принца Вилхема је пропао, а он је напустио земљу 3. септембра 1914.

### Прва република
Међуратни период у Албанији обележиле су сталне економске и друштвене тешкоће, политичка нестабилност и стране интервенције. Након Првог светског рата, Албанија није имала успостављену владу и међународно признате границе, што ју је чинило рањивом према суседним државама. То је довело до политичке несигурности, док је 1918. године Драчки конгрес тражио заштиту Париске мировне конференције, али је захтев одбијен, што је додатно отежавало положај Албаније на међународној сцени.
Фан Ноли, познат по свом идеализму, постао је премијер 1924. са визијом да успостави уставну владу западног типа, укине феудализам, супротстави се италијанском утицају и унапреди критичне секторе, међу којима су инфраструктура, образовање и здравствена заштита. Суочио се са отпором бивших савезника, који су помогли у уклањању Зога са власти, а и борио се да обезбеди страну помоћ за спровођење своје агенде. Нолијева одлука да успостави дипломатске односе са Совјетским Савезом, противником српске елите, изазвала је оптужбе о бољшевизму из Београда. То је довело до повећаног притиска из Италије и кулминирало повратком Зога на власт. Године 1928. Зог је претворио Албанију из републике у монархију која је добила подршку Фашистичке Италије, а потом је преузео титулу краља Зога I. Кључне уставне промене распустиле су Сенат и успоставиле једнодомну Народну скупштину, уз очување Зогових ауторитативних овлашћења.
Године 1939. Италија под управом Бенита Мусолинија покренула је војну инвазију на Албанију, што је довело до прогона Зога и стварањем италијанског протектората. Како је Други светски рат одмицао, Италија је имала за циљ да прошири своју територијалну власт на Балкану, укључујући територијалне претензије према областима суседних држава Албаније. Ове амбиције поставиле су темеље Велике Албаније, која је имала за циљ да уједини сва подручја са већинским албанским становништвом у једну земљу. Године 1943, како је контрола Италије опадала, Нацистичка Немачка је преузела управу над Албанијом, успоставивши Краљевину Албанију. Међутим 1944. године су албанске партизанске снаге, под вођством Енвера Хоџе и других комуниста, преузеле Албанију од Немаца.

### Комунизам
Успостављање Народне Републике Албаније под вођством Енвера Хоџе била је значајна епоха у модерној албанској историји. Хоџин режим је прихватио марксистичко-лењинистичке идеологије и спроводио ауторитарну политику, укључујући забрану верских обреда, строга ограничења путовања и укидање права приватне својине. Такође су биле спровођене сталне чистке и политички прогони. Режим се суочио са мноштвом изазова, међу којима су распрострањено сиромаштво, неписменост, здравствене кризе и неједнакост полова. Због тога, Хоџа је покренуо иницијативу за модернизацију усмерену на постизање економског и социјалног ослобођења и трансформацију Албаније у индустријско друштво. Режим је дао висок приоритет диверзификацији економије кроз индустријализацију совјетског типа, свеобухватни развој инфраструктуре као што је увођење трансформативног железничког система, проширење образовних и здравствених услуга, сузбијање неписмености одраслих и циљани напредак у областима као што су права жена.
Дипломатска историја под управом Хоџе окарактерисана је значајним сукобима. У почетку је била у савезу са Југославијом, али се однос погоршао како је Југославија тежила да претвори Албанију у своју конститутивну републику. Након тога, Албанија је успоставила односе са Совјетским Савезом и склопила трговинске споразуме са другим источноевропским земљама, али је доживела неслагања око совјетске политике, што је довело до затегнутих односа са Москвом и дипломатског раздвајања 1961. Истовремено, тензије са Западом су се појачале због одбијања Албаније да одржи слободне изборе и навода о подршци Запада антикомунистичким устанцима. Трајно партнерство Албаније било је са Кином. Албанија је стала на страну Пекинга током кинеско-совјетског раскола, што је довело до прекида односа са Совјетским Савезом и повлачењем из Варшавског пакта након инвазије на Чехословачку 1968. Међутим, односи Албаније и Кине су стагнирали 1970. године, што је навело обе стране да преиспитају своју посвећеност, а Албанија је активно смањила своју зависност од Кине.
Под Хоџиним режимом, Албанија је прошла кроз распрострањену кампању усмерену на верско свештенство различитих вера, што је довело до прогона и погубљења, посебно усмереним на муслимане, католике и православне вернике. Године 1946. верска имања су национализована, што се поклопило са затварањем или трансформацијом верских институција у разне друге намене. Ово је кулминирало 1976. када је Албанија постала прва уставно атеистичка држава на свету. Под овим режимом, грађани су били приморани да се одрекну својих верских уверења, усвоје секуларни начин живота и прихвате социјалистичку идеологију.

### Четврта република
Након четири деценије комунизма уз револуције 1989. године, Албанија је доживела значајан пораст политичког активизма, посебно међу студентима, што је довело до трансформације владајућег поретка. Након првих вишестраначких избора 1991. године, Комунистичка партија је задржала упориште у Парламенту све до пораза на парламентарним изборима 1992, које је организовала Демократска странка. Значајни економски и финансијски ресурси су посвећени пирамидалним шемама које је Влада нашироко подржавала. Шеме су обухватиле између једне шестине и једне трећине становништва Албаније. Упркос упозорењима Међународног монетарног фонда, Сали Бериша је подржавао шеме као велике инвестиционе фирме, што је довело до тога да више људи преусмери своје дознаке и прода своје куће и стоку за готовину коју ће уложити у шеме.
Шеме су почеле да пропадају крајем 1996. године, што је навело многе инвеститоре да се придруже у почетку мирним протестима против Владе, тражећи повраћај новца. Протести су постали насилни у фебруару 1997, када су владине снаге одговориле пуцањем на демонстранте. У марту су Полиција и Републиканска гарда дезертирале, остављајући своје оружарнице отворене. Њих су милиције и криминалне банде брзо испразниле. Грађански рат изазвао је талас евакуација страних држављана и избеглица.
Криза је довела до оставке власти након општих избора. У априлу 1997. спроведена је операција Алба, а мировне снаге Уједињених нација предвођене Италијом, ушле су у Албанију са два циља: да помогну у евакуацији исељеника и обезбеде терен за међународне организације. Главна укључена међународна организација био је мултинационални елемент албанске полиције Западноевропске уније, који је сарађивао са Владом на реструктурирању правосудног система и истовремено Полиције Албаније.

### Данашњица
Након распада комунистичког система, Албанија је кренула активним путем ка вестернизацији са амбицијом да добије чланство у Европској унији (ЕУ) и Северноатлантском савезу (НАТО). Значајна прекретница постигнута је 2009. године, када је стекла чланство у НАТО-у. У складу са својом визијом за даљу интеграцију у ЕУ, званично је поднела захтев за чланство 28. априла 2009. Још једна прекретница постигнута је 24. јуна 2014, када јој је додељен званични статус кандидата.
Еди Рама из Социјалистичке партије победио је на парламентарним изборима 2013. и 2017. Као председник Владе, спровео је бројне реформе усмерене на модернизацију привреде, као и демократизацију државних институција, укључујући правосуђе и полицију. Незапосленост је стално опадала, а Албанија је постигла четврту најнижу стопу незапослености на Балкану. Рама је такође ставио родну равноправност у средиште своје агенде, а од 2017. скоро 50% министара су жене, што је највећи број жена у влади у историји земље. Парламентарним изборима 2025. владајућа Социјалистичка партија коју предводи Рама обезбедила је четврту узастопну победу, освојивши скоро половину гласова и довољно мандата у Парламенту да влада самостално.
Дана 26. новембра 2019. земљотрес јачине 6,4 степена Рихтерове скале погодио је Албанију, са епицентром око 16  југозападно од града Мамураса. Потреси су се осетили у Тирани и на местима чак до Таранта у Италији и Београда у Србији, док су најпогођенија подручја била приморски град Драч и друга мања насеља. Уследила је велика хуманитарну помоћ албанске дијаспоре и разних земаља широм света.
Дана 9. марта 2020. потврђено је да се ковид 19 проширио и на Албанију. Од марта до јуна 2020. Влада је прогласила ванредно стање као меру за ограничавање ширења вируса. Кампања вакцинације против ковида 19 почела је 11. јануара 2021, али је од 11. августа 2021. укупан број вакцина примењених у Албанији био само 1.280.239 доза.
У септембру 2024. године објављено је да председник Владе Рама планира да створи Суверену Државу Бекташијског Реда, односно суверену микродржаву бекташија унутар Тиране.

## Политика
|                         |                           |
| Бајрам Бегај Председник | Еди Рама Председник Владе |

Албанија је парламентарна уставна република и суверена држава чија политика функционише у оквиру постављеном у Уставу у коме председник представља шефа државе, а председник владе шефа владе. Суверенитет припада народу и врши га народ преко својих представника у Парламенту или директно.
Влада се заснива на подели и балансирању власти између законодавне, судске и извршне власти. Законодавну власт има Парламент и бира се сваке четири године по систему пропорционалне заступљености албанског народа на партијским листама на основу слободног, једнаког, општег и периодичног бирачког права тајним гласањем.
Грађанско право, кодификовано и засновано на Наполеоновом кодексу, подељено је између судова са редовном грађанском и кривичном надлежношћу и управних судова. Судску власт имају Врховни суд, Уставни суд, Апелациони суд и Управни суд. Спровођење закона у земљи првенствено је у надлежности албанске полиције, главне и највеће државне агенције за спровођење закона. Обавља скоро све опште полицијске дужности, укључујући кривичну истрагу, патролну активност, саобраћајну полицију и граничну контролу.
Извршну власт врше председник и председник владе, при чему је овлашћење председника веома ограничено. Председник је главнокомандујући војске и представник јединства албанског народа. Мандат председника зависи од поверења парламента и бира га Парламент на петогодишњи мандат већином од три петине свих чланова. Председник владе, кога именује председник и одобрава Парламент, овлашћен је да конституише владу. Кабинет се састоји првенствено од премијера, укључујући његове заменике и министре.

### Спољни послови
У времену од краја комунизма и изолационизма, Албанија је проширила своје одговорности и положај у континенталним и међународним пословима, развијајући и успостављајући пријатељске односе са другим земљама широм света. Спољнополитички приоритети земље су приступање Европској унији (ЕУ), међународно признање Републике Косово, ширење свести о наводном протеривању чамских Албанаца, као и помоћ и заштита права Албанаца у Србији, Црној Гори, Северној Македонији, Грчкој, Италији и дијаспори.
Албанија је активна чланица Уједињених нација од 1955. Албанија је пуноправни члан бројних међународних организација, укључујући Савет Европе, Међународну организацију за миграције, Светску здравствену организацију, Унију за Медитеран, Организацију исламске сарадње, Организацију за европску безбедност и сарадњу, Међународни монетарни фонд, Светску трговинску организацију и Франкофонију.
Албански политичари су сматрали да је пријем Албаније у Северноатлантски пакт (НАТО) значајна амбиција спољне политике земље. Албанија је била у великој мери ангажована у НАТО и задржала је своју позицију фактора стабилности и снажног савезника Сједињених Америчких Држава и Европске уније (ЕУ) у региону Балкана.

### Војска
Оружане снаге Албаније се састоје од копнених, ваздушних и поморских снага, а чине војне и паравојне снаге земље. Њих предводи главнокомандујући под надзором Министарства одбране и председник као врховни командант током рата, међутим, у време мира њихова овлашћења се врше преко премијера и министра одбране.
Основна сврха Оружаних снага Албаније је одбрана независности, суверенитета и територијалног интегритета земље, као и учешће у хуманитарним, борбеним, неборбеним и операцијама подршке миру. Војна служба је добровољна од 2010. године са 19 година као законски минимум за служење дужности.
Албанија се обавезала да ће повећати учешће у мултинационалним операцијама. Од пада комунизма, земља је учествовала у шест међународних мисија, али је учествовала у само једној мисији Уједињених нација у Грузији, где је послала 3 војна посматрача. Позвана је да се придружи НАТО-у 3. априла 2008. године, а пуноправна чланица је постала 2. априла 2009.
Албанија је смањила број активних војника са 65.000 у 1988. на 14.500 у 2009. години. Војска се сада углавном састоји од мале флоте авиона и поморских пловила. Деведесетих година 20. века, земља је уклонила огромне количине застарелог хардвера из Кине, као што су тенкови и САМ системи. Повећање војног буџета био је један од најважнијих услова за интеграцију у НАТО. Војна потрошња је генерално ниска. Од 1996. војна потрошња је процењена на 1,5% БДП-а земље, да би 2009. достигла врхунац од 2% и поново пала на 1,5%.

## Административна подела
Албанија је дефинисана у оквиру територијалне површине од 28.748 2 на Балканском полуострву. Од проглашења независности 1912. године, Албанија је 21. пут реформисала своју унутрашњу организацију. Тренутно, примарне административне јединице су дванаест конститутивних округа, који имају једнак статус према закону. Окрузи су раније коришћени током 1950-их и поново су створени 31. јула 2000. како би се ујединило 36 округа тог времена. Највећи округ у Албанији по броју становника је округ Тирана са преко 800.000 људи. Најмањи округ по броју становника је округ Ђирокастра са преко 70.000 људи. Највећи округ по површини је округ Корча који обухвата 3.711 2 југоисточне Албаније. Најмањи округ по површини је округ Драч са површином од 766 2 на западу Албаније.
Окрузи се састоје од 61 дивизије другог степена познатих као општине. Општине су први степен локалне управе, одговорне за локалне потребе и спровођење закона. Они су објединили и поједноставили претходни систем градских и сеоских општина, односно комуна. За мања питања локалне самоуправе, општине су организоване у 373 административне јединице. Такође постоји 2.980 села, махала или одељења, и локалитета који су се раније користили као административне јединице.
|            | Округ Берат      | Берат      | 1.798 | 122.003 | 0,782 |
|            | Округ Дибер      | Пишкопеја  | 2.586 | 115.857 | 0,754 |
|            | Округ Драч       | Драч       | 766   | 290.697 | 0,802 |
|            | Округ Елбасан    | Елбасан    | 3.199 | 270.074 | 0,784 |
|            | Округ Фјер       | Фјер       | 1.890 | 289.889 | 0,767 |
|            | Округ Ђирокастра | Ђирокастра | 2.884 | 59.381  | 0,794 |
|            | Округ Корча      | Корча      | 3.711 | 204.831 | 0,790 |
|            | Округ Кукеш      | Кукеш      | 2.374 | 75.428  | 0,749 |
|            | Округ Љеш        | Љеш        | 1.620 | 122.700 | 0,769 |
|            | Округ Скадар     | Скадар     | 3.562 | 200.007 | 0,784 |
|            | Округ Тирана     | Тирана     | 1.652 | 906.166 | 0,820 |
|            | Округ Валона     | Валона     | 2.706 | 188.922 | 0,802 |
| Референце: |                  |            |       |         |       |

## Привреда
Албанија активно развија своју мешовиту економију, постигавши статус државе са вишим средњим приходима према класификацији Светске банке. Године 2025. БДП по глави становника износио је 10.386 долара.
Стопа незапослености последњих година бележи флуктуације. У трећем кварталу 2024. стопа незапослености је износила 10,5%, што је пад са 10,7% у претходном кварталу. Приметно је да је стопа незапослености међу особама старости од 15 до 29 година смањена на 19,1% у четвртом кварталу 2024. године, са 21,2% у истом периоду 2023. године.
Италија је највећи трговински партнер Албаније, са учешћем од 49,5% извоза у 2022. години. Остале значајне извозне партнере чине Србија (10,2%), Црна Гора (7,9%), Грчка (6,8%), Северна Македонија (5,5%) и Шпанија (4,4%). Сједињене Америчке Државе су такође значајан трговински партнер са којима Албанија одржава квалитетне трговинске односе.
Стране директне инвестиције (СДИ) показале су позитиван тренд. Према прелиминарним подацима Банке Албаније, прилив СДИ у 2022. години премашио је 1,44 милијарде долара, а инвестиције су биле концентрисане у екстрактивној индустрији и енергетици. До краја 2023. стање СДИ из држава чланица Европске уније у Албанији достигло је скоро 6 милијарди евра.

### Примарни сектор
Пољопривреда у Албанији се заснива на малим и средњим породичним имањима. Она је значајан сектор привреде Албаније. Запошљава 41% становништва, а око 24,31% земљишта се користи у пољопривредне сврхе. Једно од најранијих пољопривредних налазишта у Европи пронађено је на југоистоку Албаније. Као део процеса претприступања Албаније Европској унији, пољопривредници добијају помоћ кроз ИПА фондове како би побољшали пољопривредне стандарде.
Албанија производи значајне количине воћа (јабуке, маслине, грожђе, наранџе, лимуне, кајсије, брескве, трешње, смокве, вишње, шљиве и јагоде), поврће (кромпир, парадајз, кукуруз, црни лук и пшеница), шећерну репу, дуван, месо, мед и млечне производе. Албанија је светски значајан произвођач жалфије, рузмарина и жуте линцуре. Близина Јадранском и Јонском мору даје неразвијеној рибарској индустрији велики потенцијал. Економисти Светске банке и Европске заједнице извештавају да албанска рибарска индустрија има добар потенцијал за генерисање извоза јер су цене на оближњим грчким и италијанским тржиштима многоструко веће од оних на албанском тржишту. Рибе доступне код обала земље су шаран, пастрмка, орада, дагње и ракови.
Албанија има једну од најдужих историја виноградарства у Европи. Данашњи регион је био једно од ретких места где се винова лоза природно гајила током леденог доба. Најстарије пронађено семе у региону старо је од 4.000 до 6.000 година. Године 2009. Албанија је произвела 17.500 тона вина.

### Секундарни сектор
Секундарни сектор Албаније је претрпео многе промене и диверзификацију од пада комунистичког режима. Веома је разнолик, од електронике, производње, текстила, до хране, цемента, рударства и енергетике. Цементара у Фуша Кроји сматра се једном од највећих индустријских гринфилд инвестиција у земљи. Албанска нафта и гас су један од најперспективнијих, иако строго регулисаних, сектора привреде. Албанија има друга највећа налазишта нафте на Балканском полуострву после Румуније и највеће резерве нафте у Европи. Текстилна индустрија је доживела значајну експанзију приступањем предузећима из Европске уније (ЕУ) у Албанији. Према подацима Института за статистику, од 2016. године производња текстила је имала годишњи раст од 5,3% и годишњи промет од око 1,5 милијарди евра.
Албанија је значајан произвођач минерала и сврстава се међу водеће светске произвођаче и извознике хрома. Такође је значајан произвођач бакра, никла и угља. Неколико рудника из Албаније се сврставају међу најпризнатије руднике који су још увек активни.

### Терцијарни сектор
Терцијарни сектор представља најбрже растући сектор економије Албаније. Око 36% становништва ради у сектору услуга, што доприноси 65% БДП-а. Од краја 20. века, банкарска индустрија је главна компонента терцијарног сектора и остаје у добром стању захваљујући приватизацији и монетарној политици.
Телекомуникациона индустрија, раније једна од најизолованијих и најконтролисанијих на свету, данас представља још једног значајног доприносиоца сектору. Развила се углавном кроз приватизацију и накнадна улагања домаћих и страних инвеститора. One и Vodafone су водећи телекомуникациони оператори у Албанији.
Туризам је препознат као индустрија од националног значаја иу сталном је порасту од почетка 21. века. Директно је чинио 8,4% БДП-а у 2016. години, мада укључивањем индиректних доприноса тај удео расте на 26%. Исте године, земљу је посетило приближно 4,74 милиона посетилаца, углавном из целе Европе, а такође и Сједињених Америчких Држава.
Пораст броја страних посетилаца је драматичан. Албанија је имала само 500.000 посетилаца 2005. године, а 2012. око 4,2 милиона, што је повећање од 740 процената. Током 2015. године летњи туризам је порастао за 25 процената у односу на 2014. Године 2011. Lonely Planet је прогласио Албанију врхунском туристичком дестинацијом, док је The New York Times поставио Албанију на 4. место на списку глобалних туристичких дестинација 2014.
Највећи део туристичке индустрије концентрисан је дуж Јадранског и Јонског мора на западу Албаније. Албанска ривијера на југозападу има најсликовитије и најнетакнутије плаже. Обала има препознатљив карактер, богата разноврсним нетакнутим плажама, ртовима, увалама, покривеним заливима, лагунама, малим шљунковитим плажама, морским пећинама и многим облицима рељефа. Неки делови ове обале су еколошки веома чисти, укључујући неистражена подручја, која су веома ретка у Медитерану. Друге атракције чине планинска подручја као што су Проклетије и Кораб, али и историјски градови као што су Берат, Драч, Ђирокастра, Саранда, Скадар и Корча.

### Саобраћај
Аеродром Тирана је главна ваздушна капија Албаније, а такође је и главно чвориште за албанску националну авио-компанију — Ер Албанија. Аеродром је превезао више од 10 милиона путника 2024. године, одржавајући везе са многим дестинацијама у другим земљама широм Европе, Африке и Азије. Албанија активно ради на постепеном повећавању број аеродрома, посебно на југу, односно у Саранди, Ђирокастри и Валони.
Аутопутеви у Албанији се активно одржавају, а често су у изградњи или реновирању. Аутопут 1 (А1) је интегрални транспортни коридор и најдужи аутопут у земљи. Планирано је да повеже Драч на Јадранском мору са Приштином и паневропским коридором  у Србији. Аутопут 2 (А2) је део Јадранско-јонског коридора, као и паневропског коридора VIII и повезује Фјер са Валоном. Аутопут 3 (А3) је у изградњи и након завршетка повезаће Тирану и Елбасан са паневропским коридором VIII. Када сва три коридора буду завршена, Албанија ће имати 759 километара аутопута, који ће је повезивати са свим суседним државама.
Драч је најпрометнија и највећа морска лука у Албанији, а следе га Валона, Свети Јован и Саранда. Од 2014. Драч је једна од највећих путничких лука на Јадранском мору, са годишњим бројем путника од око 1,5 милиона. Главне луке опслужују систем трајеката који повезују Албанију са острвима и приобалним градовима у Хрватској, Грчкој и Италији.

## Инфраструктура

### Образовање
У Албанији је образовање секуларно, бесплатно, обавезно и подељено на три нивоа. Академска година је подељена на два семестра, која почиње у септембру или октобру, а завршава се у јуну или јулу. Албански је примарни језик наставе у академским институцијама. Учење страног језика је обавезно и најчешће се предаје у основним и двојезичним школама. Језици који се предају у школама су енглески, италијански, француски и немачки. Албанија има стопу писмености од 98,7%, односно од 99,2% за мушкарце и 98,3% за жене.
Обавезно основно образовање је подељено на два нивоа, основну и средњу школу, од првог до петог разреда и од шестог до деветог разреда. Ученици су обавезни да похађају школу од шесте године до 16. године. Након успешног завршетка основног образовања, сви ученици имају право да похађају средње школе, специјализоване у било којој области, међу којима су уметност, спорт, језици, наука и технологија.
Високо образовање је изборно и прошло је темељну реформу у складу са принципима Болоњског процеса. У већим градовима Албаније постоји значајан број државних и приватних високошколских установа. Високо образовање је подељено на три нивоа: основне, мастер и докторске академске студије.

### Здравље
Устав Албаније гарантује грађанима једнаку, бесплатну и универзалну здравствену заштиту. Здравствени систем је подељен на примарни, секундарни и терцијарни ниво здравствене заштите и налази се у процесу модернизације и развоја. Очекивано трајање живота при рођењу у Албанији је 77,8 година, што је сврстава на 37. место у свету и превазилази неколико развијених земаља. Просечан очекивани здрав животни век је 68,8 година, што је сврстава 37. место у свету. Стопа смртности новорођенчади је на 12 на 1.000 живорођене деце. Године 2000. Албанија је имала 55. најбољи здравствени учинак у свету, према дефиницији Светске здравствене организације (СЗО).
Кардиоваскуларне болести су главни узрок смрти у Албанији, односно за 52% смртних случајева. Незгоде, повреде, малигне и респираторне болести су такође примарни узроци смрти. Неуропсихијатријске болести су такође у порасту због недавних демографских, друштвених и привредних промена у земљи.
Албанија је 2009. године имала залихе воћа и поврћа од 886 грама по глави становника дневно, што је сврстава на петао место у Европи. У поређењу са другим развијеним и земљама у развоју, Албанија има релативно ниску стопу гојазности, вероватно захваљујући медитеранској исхрани. Према подацима СЗО из 2016. године, 21,7% одраслих има клинички прекомерну тежину, са индексом телесне масе (ИТМ) од 25 или више.

### Енергија
Због своје локације и природних ресурса, Албанија поседује широк спектар енергетских ресурса, од гаса, нафте и угља до ветра, сунца, воде и других обновљивих извора енергије. Према Индексу енергетске транзиције Светског економског форума за 2023. годину, Албанија се налази на 21. месту у свету, што истиче напредак у њеној агенди енергетске транзиције. Тренутно, сектор производње електричне енергије у Албанији зависи од хидроенергије, а процентуално је пети у свету. Очекује се да ће све већи ризици од речних поплава и суша услед климатских промена довести у опасност производњу електричне енергије.
Албанија има значајна налазишта нафте. Има 10. највеће резерве нафте у Европи и 58. у свету. Главна налазишта нафте у Албанији налазе се око албанске низије. Налазиште Патос-Маринза, које се такође налази у том подручју, највеће је копнено нафтно поље у Европи. Трансјадрански гасовод, део планираног Јужног гасног коридора, протеже се 215 километара преко територије Албаније пре него што уђе у албанску обалу Јадранског мора отприлике 17 километара северозападно од Фјера.
Албански водни ресурси су посебно богати у свим регионима земље и обухватају језера, реке, изворе и подземне водоносне слојеве. Просечна расположива количина свеже воде у земљи процењује се на 129,7 кубних метара по становнику годишње, што је једна од највиших стопа у Европи. Према подацима које је представио Заједнички програм за праћење водоснабдевања и санитације 2015. године, око 93% укупног становништва Албаније имало је приступ побољшаним санитарним условима.

### Медији
Слобода штампе и говора, као и право на слободно изражавање, загарантовани су Уставом Албаније. Албанија је сврстана на 84. место на Индексу слободе штампе за 2020. годину који су саставили Репортери без граница, а њен резултат стално опада од 2003. Ипак, у извештају о слободи за 2020. годину, Freedom House је класификовао слободу штампе и говора у Албанији као делимично слободну од политичког мешања и манипулација.
Албанска радио-телевизија је национална радио-телевизијска корпорација која управља бројним телевизијским и радио-станицама у Албанији. Три главне приватне радио-телевизијске корпорације су Top Channel, Televizioni Klan и Vizion Plus чији се садржај дистрибуира широм Албаније, али и албанској дијаспори.
Кинематографија Албаније успостављена је у 20. веку и развила се након доношења Декларација о независности. Први биоскоп искључиво посвећен приказивању филмова изграђен је 1912. године у Скадру. Током постојања Народне Републике Албаније, кинематографија се брзо развијала отварањем Националног кинематографског центра у Тирани. Године 1953. приказан је албанско-совјетски епски филм Велики ратник Скендербег, који је хронолошки приказивао живот и борбу средњовековног јунака Скендербега. Освојио је међународну награду на Канском филмском фестивалу 1954. Године 2003. основан је Међународни филмски фестивал у Тирани, највећи филмски фестивал у Албанији. Амфитеатар у Драчу је домаћин Међународног филмског фестивала у Драчу, другог највећег филмског фестивала.

### Технологија
Након пада комунизма 1991. године, људски ресурси у науци и технологији у Албанији су драстично смањени. Према различитим извештајима, између 1991. и 2005. године приближно 50% професора и научника са универзитета и научних институција напустило је Албанију. Године 2009. Влада је усвојила Националну стратегију за науку, технологију и иновације у Албанији која обухвата период од 2009. до 2015. Њен циљ је да утростручи јавну потрошњу за истраживање и развој на 0,6% БДП-а и повећа удео развоја из иностраних извора, укључујући оквирне програме за истраживање Европске уније, до тачке у којој покрива 40% потрошње за истраживање. Албанија је 2024. године била рангирана на 84. месту на Глобалном индексу иновација.
Телекомуникације представљају један од најбрже растућих и најдинамичнијих сектора у Албанији. One и Vodafone су највећи провајдери мобилне телефоније и интернета у Албанији. Према подацима из 2018. било је приближно 2,7 милиона активних корисника мобилне телефоније са скоро 1,8 милиона активних претплатника широкопојасног интернета. У јануару 2023. Албанија је лансирала своја прва два сателита, Albania 1 и Albania 2, у орбиту. Албанско-америчка инжењерка Мира Мурати, главна технолошка директорка истраживачке организације OpenAI, одиграла је значајну улогу у развоју и покретању услуга вештачке интелигенције као што су ChatGPT и DALL-E. У децембру 2023. председник Владе Еди Рама је најавио планове за сарадњу између Владе и ChatGPT, уз помоћ Муратијеве. Рама је нагласио намеру да се поједностави усклађивање закона Албаније са прописима Европске уније, са циљем смањења трошкова повезаних са преводилачким и правним услугама.

## Демографија
Према попису из 2023. било је 2.402.113 становника, уз приметан пад у односу на попис из 2011. када је било 2.821.977 становника. Смањење броја становника почело је након пада комунизма у Албанији и повезано је са значајним променама унутар политичке, привредне и друштвене структуре Албаније. Главни фактор чини и пад стопе наталитета уз повећање емиграције, што доприноси сталним демографским променама и изазовима. Предвиђа се да ће се становништво наставити смањивати најмање у наредној деценији, у зависности од даљег пада наталитета и нивоа миграције. Тренутно се густина насељености Албаније мери на 83,6 становника по квадратном километру. Окрузи Тирана и Драч показују значајну концентрацију људи, што чини око 41% укупне демографске популације Албаније, при чему 32% живи у Тирани и 9% у Драчу. Супротно томе, перифернији и рурални окрузи као што су Ђирокастра и Кукеш имају значајно нижу густину насељености, односно око 3% укупног становништва Албаније.
Историјски гледано, албански народ је основао неколико заједница у многим регионима широм јужне Европе. Албанска дијаспора се формирала крајем средњег века, када су Албанци емигрирали да би избегли разне друштвено-политичке тешкоће или османско освајање Албаније. Након пада комунизма, велики број Албанаца је мигрирао у земље као што су Аустралија, Канада, Швајцарска, Уједињено Краљевство и Сједињене Америчке Државе. Албанске мањине присутне су на суседним територијама као што су југ Србије, запад Северне Македоније и југоисток Црне Горе. Процењује се да је број етничких Албанаца који живе у иностранству већи од укупног броја становника у Албанији. Чак трећина оних који су рођени у границама земље сада живи ван ње, што Албанију чини једном од земаља са највећом стопом исељавања у односу на њено становништво у свету. Године 2022. наталитет је био 20% мањи него 2021. године, углавном због емиграције људи у репродуктивном добу.
Према резултатима генетских истраживања, међу становништвом Албаније су најзаступљеније следеће патрилинеарне (Y-ДНК) хаплогрупе:
- Хаплогрупа R (27,1%)
- Хаплогрупа E (25,1%)
- Хаплогрупа J (23,1%)
- Хаплогрупа I (21%)

### Урбанизација
Након пада комунизма 1991. године, Албанија је трансформисана кроз значајну урбанизацију, поставши једна од држава са најбржом урбанизацијом у Европи. На челу ове трансформације је агломерација Тирана—Драч, густо насељени урбани коридор који се налази дуж западне обале Албаније. Овај коридор је постао главно место раста становништва и развоја насеља, привлачећи значајан прилив унутрашњих миграната из периферних подручја земље. Упркос паду укупног становништва земље, удео урбане демографије је константно напредовао са 47% у 2001. на 65% у 2023. години. Овај континуирани пораст, нарочито у региону Тирана—Драч, довео је до ширења регионалних неравнотежа, при чему периферна подручја, посебно Дибер и Кукеш, доживљавају озбиљно смањење броја становника.
| Највећи градови у Албанији Извор: Попис из 2023. | Највећи градови у Албанији Извор: Попис из 2023. | Највећи градови у Албанији Извор: Попис из 2023. | Највећи градови у Албанији Извор: Попис из 2023. | Највећи градови у Албанији Извор: Попис из 2023. | Највећи градови у Албанији Извор: Попис из 2023. | Највећи градови у Албанији Извор: Попис из 2023. | Највећи градови у Албанији Извор: Попис из 2023. | Највећи градови у Албанији Извор: Попис из 2023. | Највећи градови у Албанији Извор: Попис из 2023. |
|                                                  | №                                                | Град                                             | Округ                                            | Популација                                       | №                                                | Град                                             | Округ                                            | Популација                                       |                                                  |
| ------------------------------------------------ | ------------------------------------------------ | ------------------------------------------------ | ------------------------------------------------ | ------------------------------------------------ | ------------------------------------------------ | ------------------------------------------------ | ------------------------------------------------ | ------------------------------------------------ | ------------------------------------------------ |
| Тирана Драч                                      | 1.                                               | Тирана                                           | Тирана                                           | 389.323                                          | 11.                                              | Саранда                                          | Валона                                           | 19.882                                           | Елбасан Валона                                   |
| Тирана Драч                                      | 2.                                               | Драч                                             | Драч                                             | 101.728                                          | 12.                                              | Фуша Кроја                                       | Драч                                             | 17.877                                           | Елбасан Валона                                   |
| Тирана Драч                                      | 3.                                               | Елбасан                                          | Елбасан                                          | 66.834                                           | 13.                                              | Поградец                                         | Корча                                            | 17.371                                           | Елбасан Валона                                   |
| Тирана Драч                                      | 4.                                               | Валона                                           | Валона                                           | 66.320                                           | 14.                                              | Ђирокастра                                       | Ђирокастра                                       | 16.569                                           | Елбасан Валона                                   |
| Тирана Драч                                      | 5.                                               | Камза                                            | Тирана                                           | 61.739                                           | 15.                                              | Каваја                                           | Тирана                                           | 15.827                                           | Елбасан Валона                                   |
| Тирана Драч                                      | 6.                                               | Скадар                                           | Скадар                                           | 61.633                                           | 16.                                              | Кукеш                                            | Кукеш                                            | 15.643                                           | Елбасан Валона                                   |
| Тирана Драч                                      | 7.                                               | Фјер                                             | Фјер                                             | 52.926                                           | 17.                                              | Пишкопеја                                        | Дибер                                            | 14.710                                           | Елбасан Валона                                   |
| Тирана Драч                                      | 8.                                               | Корча                                            | Корча                                            | 43.254                                           | 18.                                              | Љеш                                              | Љеш                                              | 14.687                                           | Елбасан Валона                                   |
| Тирана Драч                                      | 9.                                               | Берат                                            | Берат                                            | 40.665                                           | 19.                                              | Сукт                                             | Драч                                             | 13.395                                           | Елбасан Валона                                   |
| Тирана Драч                                      | 10.                                              | Лушње                                            | Фјер                                             | 26.036                                           | 20.                                              | Лач                                              | Љеш                                              | 12.854                                           | Елбасан Валона                                   |

### Језик
Службени језик је албански, којим говори велика већина становништва Албаније. Стандардни говорни и писани облик албанског језика је настао из два главна дијалекта, гегијског и тоскијског, мада је приметно више заснован на тоскијском дијалекту. Река Шкумба се сматра линијом разграничења између два дијалекта.
Међу осталим језицима, грчки је други најраспрострањенији језик у Албанији, углавном присутан на југу земље. Остали језици које говоре етничке мањине у Албанији су цинцарски, српски, македонски, бошњачки, бугарски, горански и ромски. Македонски је службени језик у општини Пустец на истоку Албаније.
Због великих миграционих токова из Албаније, преко половине Албанаца током живота научи други језик. Главни познати страни језик је енглески којим се служи 40,0% становника, затим следе италијански са 27,8% и грчки са 22,9%. Говорници енглеског језика били су углавном млади људи, знање италијанског је стабилно у свакој старосној групи, док је дошло до смањења броја говорника грчког у најмлађој групи.
Међу људима старости око 25 година или млађима, након 2000. године порасло је интересовање за енглески, немачки и турски језик. Италијански и француски језик су имали стабилно интересовање, док је грчки изгубио велики део свог претходног интересовања. Трендови су повезани са културним и економским факторима.
Млади људи последњих година показују све веће интересовање за немачки језик. Неки од њих одлазе у Немачку на студије или сезонског посла. Албанија и Немачка имају споразуме о сарадњи у помагању младима да боље упознају обе културе. Због наглог пораста привредних односа са Турском, интересовање за учење турског језика, посебно међу младима, расте из године у годину.

### Мањине
Националне мањине у Албанији чине Цинцари, Грци, Македонци, Срби, Роми, Балкански Египћани, Бошњаци и Бугари, уз и Горанце и Јевреје али и друге мањинске групе. Попис из 2023. забележио је етнички састав који су чинили Албанци 2.186.917 (91,04% од укупног броја), Грци 23.485 (0,98%), Македонци 2.281 (0,09%), Црногорци 511 (0,02%), Цинцари 2.459 (0,1%), Роми 9.813 (0,4%), Балкански Египћани 12.375 (0,5%), Бошњаци 2.963 (0,12%), Срби 584 (0,02%), Бугари 7.057 (0,29%), мешовите етничке групе 770 (0,03%), остале етничке групе 3.798 (0,15%) и 134.451 (5,60%) са неодређеном етничком припадношћу, од укупног броја становника од 2.402.113.

### Религија
Религија у Албанији према попису из 2023:
Албанија је секуларна и верски разнолика држава без службене религије. Слобода вероисповести, уверења и савести загарантована је Уставом. Према попису из 2023. било је 1.101.718 (45,86%) сунитских муслимана, 201.530 (8,38%) католика, 173.645 (7,22%) православаца, 115.644 (4,81%) бекташијских муслимана, 9.658 (0,4%) евангелиста, 3.670 (0,15%) припадника осталих вероисповести, 332.155 (13,82%) верника без деноминације, 85.311 (3,55%) атеиста, док 378.782 (15,76%) није дало одговор. Међутим, Албанија се сврстава међу најмање религиозне државе на свету. Религија игра важну улогу у животима само 39% становништва земље. У другом извештају, 56% људи себе је сматрало религиознима, 30% себе је сматрало нерелигиознима, док се 9% дефинисало као атеисти. Око 80% становника је веровало у Бога.
Муслимани су распрострањени широм земље. Православци и бекташије се углавном налазе на југу, док католици претежно настањују север Албаније. Године 2008. било је 694 католичких и 425 православних цркава, 568 џамија и 70 бекташијских текија.
Током модерног доба, албански републикански, монархијски, а касније и комунистички режими следили су систематску политику одвајања религије од службених функција и културног живота. Никада није имала службену религију, ни као република ни као краљевина. У 20. веку, свештенство свих вера је ослабљено под монархијом и на крају искорењено током 1950-их и 1960-их, у оквиру државне политике уништавања свих организованих религија на простору Албаније. Комунистички режим је прогонио и сузбијао верске обреде и потпуно забранио религију. Албанија је потом званично проглашена првом атеистичком државом на свету. Међутим, верска слобода се вратила након пада комунизма.
Ислам је преживео прогон током комунистичког режима и поново се успоставио као најдоминантнија религија у Албанији. Неке мање хришћанске заједнице у Албанији чине евангелисти и протестанти, али и Хришћанска адвентистичка црква, Црква Исуса Христа светаца последњих дана и Јеховини сведоци. Након масовне емиграције у Израел након пада комунизма, у Албанији је остало само око 200 Јевреја.

## Култура

### Симболи
Црвена и црна су националне боје Албанаца, а приказане су и на застави Албаније, коју краси двоглави орао као најпрепознатљивији национални симбол Албаније. Црни орао представља храброст и снагу, док црвено поље симболизује чврстину и жртве албанског народа. Орао је повезан са наслеђем Скендербега, који је предводио покрет отпора против власти Османског царства и исламизације. Орао је коришћен још од средњег века, а појавио се као хералдички симбол у Кнежевини Арбанон и међу значајним албанским династијама као што су Дукађини, Кастриоти, Музака и Топија. Усред албанске ренесансе, која је обележила буђење албанског националног идентитета и тежњи за независношћу, албански орао је поново добио на значају. Његов значај је достигао врхунац проглашењем независности Албаније 1912. године, када га је Исмаиљ Ћемали подигао као националну заставу у Валони.
Грб Албаније је настао по узору на заставу Албаније и печат Скендербега. Грб се састоји од црног двоглавог орла постављеног у средишту црвеног поља. Изнад орла налази се шлем Скендербега уз главу златне козе. Национални мото Албаније је „Ти Албанијо, дај ми част, дај ми албанско име” (алб. Ti Shqipëri, më jep nder, më jep emrin Shqipëtar). Мото је настао по узору на дела песника Наима Фрашерија, који је имао значајну улогу током албанске ренесансе. Националну химну Албаније, Химна застави (алб. Himni i Flamurit), компоновао је Асдрени и усвојена је након стицања независности Албаније 1912.

### Ношња
Албанска народна ношња сведочи о историји, културној разноликости и етничком идентитету Албаније, уз разлике коју носе северне Геге и јужне Тоске. Саставни део њихове ношње је џамадан, вунени црвени прслук од сомота украшен мотивима и златним шарама. Такође носе препознатљиву капу познату као кече, направљену од вуне, чије порекло сеже до Илира.
Готово сваки културни и географски регион у земљи има своју специфичну разноликост у ношњи које се разликују у детаљима, материјалу, боји, облику и форми. Албанска народна ношња је често украшена симболичним елементима илирског античког паганског порекла, попут сунца, орлова, месеца, звезда и змија. До данас, неки конзервативни старци и старице, углавном са севера, носе традиционалну одећу у свакодневном животу. Старије жене са југа обично носе потпуно црну одећу. Мушкарци и дечаци су обично у дугим, белим сукњама и дугим чарапама сличним хулахопкама.
Уложени су напори да се ова ношња очува и промовише, односно њен значај као симбол албанског наслеђа. Као доказ њеног значаја, џублета је уписана на Унескову листу нематеријалног културног наслеђа. Ова карактеристична одећа у облику је израђена у црној боји и обогаћена везеним албанским мотивима, приказујући изузетан занатски рад северне Албаније. Процес израде чини више сложених фаза, обухватајући припрему шајак тканине и прецизне технике сечења.

### Архитектура
На уметничку историју Албаније посебно је утицало мноштво старих и средњовековних народа, традиција и религија. Покрива широк спектар медија и дисциплина које укључују сликарство, грнчарство, скулптуру, керамику и архитектуру, све оне представљају пример велике разноликости у стилу и облику, у различитим регионима и периодима.
Успон Византијског и Отоманског царства у средњем веку био је пропраћен порастом хришћанске и исламске уметности у Албанији, што је видљиво у примерима архитектуре и мозаика широм земље. Вековима касније, албанска ренесанса се показала пресудном за еманципацију модерне албанске културе и уследио је развој без преседана у свим областима књижевности и уметности, док су уметници тежили да се врате идеалима импресионизма и романтизма.
Архитектура Албаније одражава наслеђе различитих цивилизација које сежу до антике. Велики градови у Албанији су еволуирали унутар замка, уз константно редизајнирање градских тргова и еволуцију грађевинских техника. Данас градови и насеља одражавају читав спектар различитих архитектонских стилова. У 20. веку, многе историјске и сакралне грађевине које су имале антички утицај су срушене током комунистичке ере.
Античка архитектура се налази широм Албаније и највидљивија је у Аполонији, Бутринту и Скадру. С обзиром на дуг период владавине Византијског царства, они су представили дворце, цитаделе, цркве и манастире са спектакуларним богатством видљивих мурала и фресака. Најпознатији примери се могу наћи у градовима на југу Албаније и околини Корче, Берата, Москопоља и Ђирокастре. Увођењем отоманске архитектуре дошло је до развоја џамија и других исламских грађевина, посебно у Берату и Ђирокастри.
Продуктиван период историзма, сецесије и неокласицизма одиграо се у 19. веку, што се најбоље види у архитектури Корче. Тада је 20. век донео нове архитектонске стилове попут модерног италијанског стила, који је присутан у Тирани, као што је Скендербегов трг. Такође је присутан у Скадру, Валони, Саранди и Драчу. Други градови су добили свој јединствен изглед данашње Албаније кроз различите културне или економске утицаје.

### Кухиња
Током векова, албанска кухиња је била под великим утицајем албанске културе, географије и историје, а због тога различити делови земље уживају у специфичним регионалним кухињама. Кулинарске традиције се посебно разликују између севера и југа, због различите топографије и климе које суштински доприносе одличним условима за раст широког спектра зачинског биља, воћа и поврћа.
Албанци производе и користе многе врсте воћа као што су лимуни, наранџе, смокве, а најзначајније су маслине, које су можда најважнији елемент албанске кухиње. Зачини и друго биље попут босиљка, лаванде, нане, оригана, рузмарина и тимијана се нашироко користе, као и поврће попут белог лука, црног лука, паприке, кромпира, парадајза, као и махунарке свих врста.
Обалом дуж Јадранског и Јонског мора унутар Средоземног мора, риба, ракови и морски плодови су популарни и саставни део албанске исхране. Јагњетина је традиционално месо за различите празнике и верске фестивале и за хришћане и за муслимане, иако су живина, говедина и свињетина такође у изобиљу.
Кафа је саставни део албанског начина живота. Албанија има више кафића по глави становника него било која друга држава на свету. Чај се такође пије код куће или напољу у кафићима, баровима или ресторанима. Чај је изузетно вољен и део је свакодневне рутине већине Албанаца. Гаји се широм јужне Албаније и познат је по својим лековитим својствима. Црни чај је такође популаран.

### Музика
Албанска народна музика је истакнути део националног идентитета и игра главну улогу у целокупној албанској музици. Северњачка и јужна традиција се косе, док је на северу приметан груби тон, на југу је нагашенији опуштени јужњачки облик музике.
Многе песме се тичу догађаја из албанске историје и културе, укључујући традиционалне теме части, гостопримства, издаје и освете. Прву компилацију албанске народне музике направила су два химариотска музичара, Нечо Мука и Кочо Чакали у Паризу. Они су тада снимили неколико грамофонских компилација, што је на крају довело до признавања албанског вишегласног певања као нематеријалне културне баштине Унеска.
Фестивал песме је традиционално такмичење које организује Албанска радио-телевизија. Одржава се сваке године од 1962. и покренуо је каријере неких од најуспешнијих албанских певача. Значајно је музичко такмичење међу албанским извођачима који премијерно представљају необјављене песме које су компоновали албански аутори и гласао жири или јавност.
Савремени музичари као што су Рита Ора, Биби Рекса, Ера Истрефи, Дуа Липа, Ејва Макс, Блеона, Ељвана Ђата и Инва Муља су постигли међународну славу, док је Ермонеља Јахо названа „најпризнатијим сопраном на свету”. Албански оперски певач Саимир Пиргу номинован је за награду Греми.

### Књижевност
Албански језик чини самосталну грану и језички изолат унутар индоевропске породице језика. Није везан ни за један други познати живи језик у Европи. Његово порекло је потпуно непознато, али се по неким изворима сматра да потиче од древног палеобалканског језика.
Месхари који је написао Иван Бузук објављен је 1555. године и сматра се једним од првих књижевних дела на албанском језику током средњег века. Постоје фрагментирани докази, који датирају пре Бузука, који указују на то да је албански писан најмање од 14. века. Најранији доказ датира из 1332. године извештајем француског доминиканца Гиљелмуса Адаеа, надбискупа Антиварија, који је написао да су Албанци користили латинична слова у својим књигама иако је њихов језик био прилично другачији од латинског.
Током 16. и 17. века, на албанском језику објављени су катихизис из 1592. године који је написао Лека Матранга. Најпознатији албански књижевник у 20. и 21. веку је вероватно Исмаил Кадаре.

### Спорт
Албанија је први пут учествовала на Олимпијским играма 1972. и Зимским олимпијским играма 2006. Албанија је пропустила наредне четири игре, од којих две због бојкота 1980. и 1984, али се вратила за игре 1992. у Барселони. Од тада, Албанија је учествовала на свим играма. Обично се такмичи у дисциплинама које укључују пливање, атлетику, дизање тегова, стрељаштво и рвање. Прве олимпијске медаље освојила је на Олимпијским играма 2024. захваљујући руским спортистима. Земљу представља Албански национални олимпијски комитет од 1972. Учествује на Медитеранским играма од 1987. у Сирији. Албански спортисти су на Медитеранским играма освојили укупно 43 (8 златних, 17 сребрних и 18 бронзаних) медаља од 1987. до 2013.
Популарни спортови у Албанији су фудбал, дизање тегова, кошарка, одбојка, тенис, пливање, рагби и гимнастика. Фудбал је убедљиво најпопуларнији спорт у Албанији. Њиме управља Фудбалски савез Албаније (алб. Federata Shqiptare e Futbollit), који је члан ФИФА и УЕФА.
Фудбалска репрезентација Албаније освојила је Балкански куп 1946. али никада није учествовала ни на једном већем УЕФА или ФИФА турниру, све до Европског првенства 2016. односно првог наступа Албаније на континенталном турниру и на великом мушком фудбалском турниру. Албанија је постигла свој први гол на великом турниру и обезбедила прву победу на Европском првенству када је победила Румунију резултатом 1 : 0 у утакмици Европског првенства 2016. Најуспешнији фудбалски клубови су Скендербег, Тирана, Динамо Тирана, Партизани и Влазнија.
Дизање тегова је један од најуспешнијих индивидуалних спортова међу Албанцима, а национални тим је освајао медаље на Европском првенству у дизању тегова и осталим међународним такмичењима. Албански дизачи тегова освојили су укупно 16 медаља на Европским првенствима, од којих је 1 златна, 7 сребрних и 8 бронзаних. На Светском првенству у дизању тегова, албански тим у дизању тегова освојио је 1972. године златну, 2002. године сребрну и 2011. године бронзану медаљу.